# Hot Shots II
A 2001-es Hot Shots II a The Beta Band második nagylemeze.
A Pitchfork Media a 2000-es évek 118. legjobb albumának nevezte. Szerepel az 1001 lemez, amit hallanod kell, mielőtt meghalsz című könyvben.

## Az album dalai
|     | Cím                            | Szerző(k)                                            | Hossz |
| --- | ------------------------------ | ---------------------------------------------------- | ----- |
| 1.  | Squares                        | Beta Band, David MacKay, Van Holmen, Raymond Vincent | 3:46  |
| 2.  | Al Sharp                       | Beta Band                                            | 3:34  |
| 3.  | Human Being                    | Beta Band, Carole King, Toni Stern                   | 4:31  |
| 4.  | Gone                           | Beta Band                                            | 3:41  |
| 5.  | Dragon                         | Beta Band, Carlos Diernhammer, Frauenberger          | 4:56  |
| 6.  | Broke                          | Beta Band                                            | 4:40  |
| 7.  | Quiet                          | Beta Band                                            | 4:49  |
| 8.  | Alleged                        | Beta Band                                            | 5:30  |
| 9.  | Life                           | Beta Band                                            | 3:50  |
| 10. | Eclipse                        | Beta Band                                            | 6:35  |
| 11. | Won (japán/amerikai bónuszdal) | Beta Band, Harry Nilsson                             | 5:58  |

## Közreműködők

### The Beta Band
- Richard Greentree
- Robin Jones
- John Maclean
- Steve Mason

### Produkció
- The Beta Band – design, producer
- Corinne Day – fényképek
- Carlos Diernhammer – hangszerelés
- Colin Emmanuel – producer
- Luke Gifford – hangmérnök, keverés

## Fordítás
Ez a szócikk részben vagy egészben a Hot Shots II című angol Wikipédia-szócikk ezen változatának fordításán alapul.  Az eredeti cikk szerkesztőit annak laptörténete sorolja fel. Ez a jelzés csupán a megfogalmazás eredetét és a szerzői jogokat jelzi, nem szolgál a cikkben szereplő információk forrásmegjelöléseként.